# Liste von Selbstladepistolen gemäß den Kennblättern fremden Geräts D 50/1

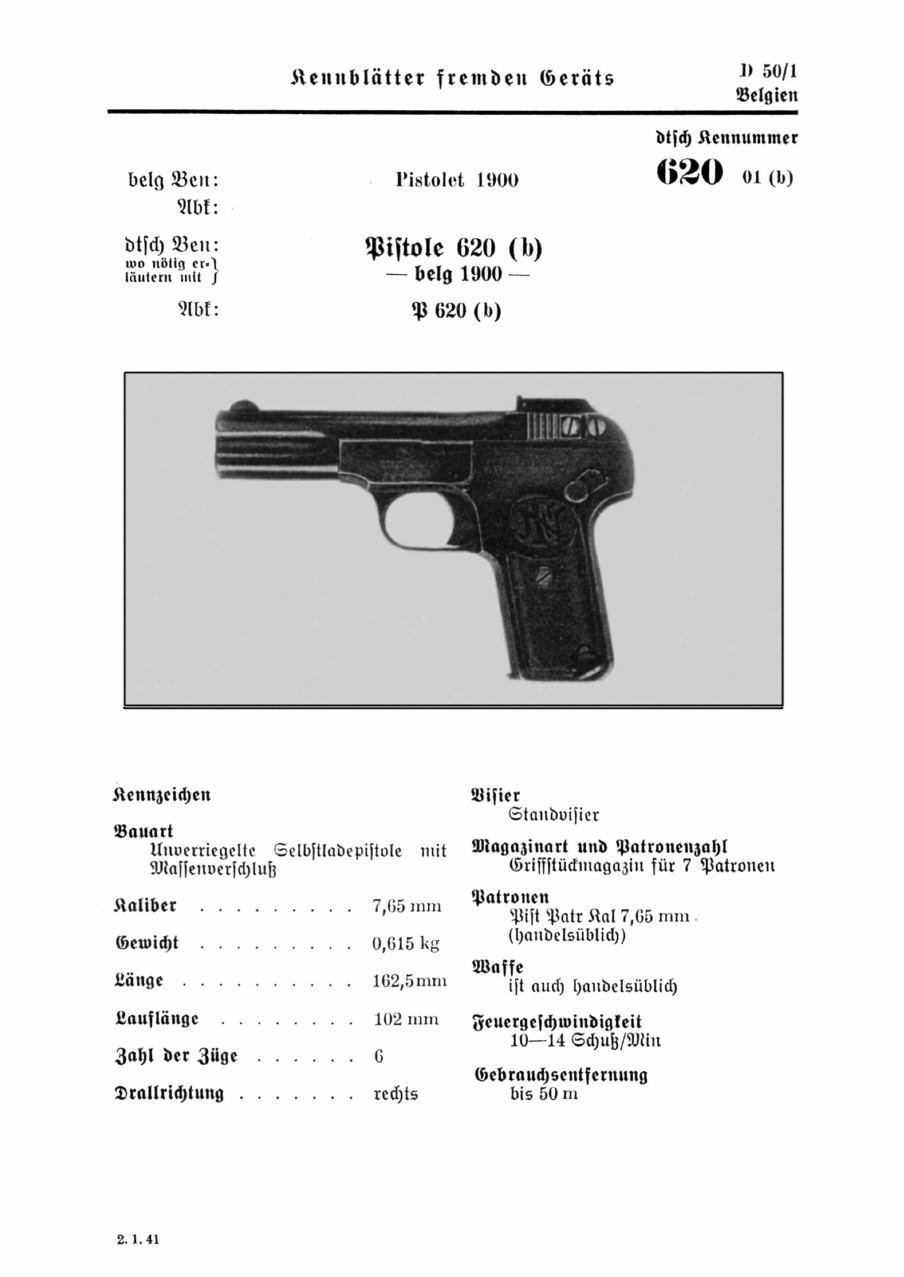
Kennblattbeispiel zu
D50/1 Nr 620 (b)

In dieser Liste von Selbstladepistolen gemäß den Kennblättern fremden Geräts D 50/1 werden Fremdgeräte vom Typ Selbstladepistole aufgeführt, die vom Heereswaffenamt verzeichnet wurden.
Nachfolgend ein Überblick/Auszug zur offiziellen Dokumentation Kennblätter fremden Geräts D 50/1: Handwaffen.

## Hinweise zur Liste
Aufbau der Tabelle
Untenstehende Tabelle führt folgenden Spalteninhalte:
- dtsch. Kennnr. (deutsche Kenn-Nummer), dies entspricht dem Originalindex in den Kopfzeilen der Kennblätter mit Kennnummer, Stoffgebietenummer und Beutezeichen.
- Abk. dtsch. Ben. (Abkürzung deutsche Benennung), Originalbezeichnung entnommen aus der fünften Zeile der Kennblätter.
- Landesbez. nach HWA (Heereswaffenamt), Originalangaben entnommen aus der ersten Zeile der Kennblätter.
- (Wikipedia-Artikel) Link zum Wikipedia-Artikel in runden Klammern in der zweiten Zeile unter Landesbez. nach HWA.
- Bild, eine Bildauswahl aus Wikipedia für dieses Objekt.
- Kal. mm (Kaliber), entnommen aus den technischen Angaben der Kennblätter.
- Bemerkungen, Originalangaben entnommen aus den erweiterten Angaben der Kennblätter.

 Info: Die in der Tabelle angegebenen Originaleinträge sollen nicht geändert werden, weil diese den Angaben aus den Kennblättern entsprechen. Nach neuerem Forschungsstand sind teilweise Errata in den Kennblättern erkannt worden. Diese werden unten im Abschnitt Anmerkungen jeweils zur Kenn-Nummer erläutert. Die Wikilinks in den runden Klammern sollten das Lemma der entsprechenden Artikel in Wikipedia enthalten.
| dtsch. Kennr. | Abk. dtsch. Ben. | Landesbez.nach HWA (Wikipedia-Artikel)                            | Bild           | Kal. mm | Bemerkungen                                        |
| ------------- | ---------------- | ----------------------------------------------------------------- | -------------- | ------- | -------------------------------------------------- |
| 615 01 (r)    | P. 615 (r)       | Pistolet obr "Tokarew" 1930 (Tokarew TT-30)                       |                | 7,62    | Beschreibung und Handhabungs- anleitung in D 41/1e |
| 620 01 (b)    | P. 620 (b)       | Pistolet 1900 (FN Browning Modell 1900)                           |                | 7,65    |                                                    |
| 621 01 (b)    | P. 621 (b)       | Pistolet 1910 (FN Browning Modell 1910)                           |                | 7,65    |                                                    |
| 622 01 (b)    | P. 622 (b)       | Pistolet Colt (Colt Modell 1903 Hammerless)                       |                | 7,65    |                                                    |
| 623 01 (f)    | P. 623 (f)       | Pistolet automatique Type Star (Star Model 14)                    |                | 7,65    |                                                    |
| 624 01 (f)    | P. 624 (f)       | Pistolet automatique Type Ruby (Gabilondo Ruby)                   |                | 7,65    |                                                    |
| 625 01 (f)    | P. 625 (f)       | Pistolet automatique 1935 A (Selbstladepistole Modell 1935A)      |                | 7,65    |                                                    |
| 626 01 (b)    | P. 626 (b)       | Pistolet Browning Kal 7,65 mm (FN Browning Modell 1910)           |                | 7,65    | entspricht P. 626 (d) systemgleich mit P 641 (d)   |
| 626 01 (d)    | P. 626 (d)       | in D 50/1 keine Angabe (FN Browning Modell 1910                   |                | 7,65    | entspricht P. 626 (b) systemgleich mit P 641 (b)   |
| 626 01 (h)    | P. 626 (h)       | Pistool M 25 No 1 (FN Browning Modell 1910)                       |                | 7,65    | entspricht P. 626 (b) systemgleich mit P 641 (b)   |
| 640 01 (b)    | P. 640 (b)       | Pistolet Browning (Colt) G.P. (FN Browning HP)                    |                | 9       | Version auch mit Standvisier                       |
| 640 01 (b) 21 | P. 640 (b)       | Pistolet Browning (Colt) G.P. (FN Browning HP)                    | Pistolentasche | 9       |                                                    |
| 640 01 (b) 22 | P. 640 (b)       | Pistolet Browning (Colt) G.P. (FN Browning HP)                    | Tasche         | 9       |                                                    |
| 640 01 (b) 23 | P. 640 (b)       | Pistolet Browning (Colt) G.P. (FN Browning HP)                    | Trageriemen    | 9       |                                                    |
| 640 01 (b) 24 | P. 640 (b)       | Pistolet Browning (Colt) G.P. (FN Browning HP)                    | Magazintasche  | 9       |                                                    |
| 640 01 (b) 25 | P. 640 (b)       | Pistolet Browning (Colt) G.P. (FN Browning HP)                    | Anschlagkolben | 9       |                                                    |
| 641 01 (b)    | P. 641 (b)       | Pistolet "Browning" (FN Browning Modell 1910)                     |                | 9       | entspricht P. 641 (h) systemgleich mit P. 626 (b)  |
| 641 01 (b) 21 | P. 641 (b)       | Pistolet "Browning" (FN Browning Modell 1910)                     | Pistolentasche | 9       |                                                    |
| 641 01 (b) 22 | P. 641 (b)       | Pistolet "Browning" (FN Browning Modell 1910)                     | Magazintasche  | 9       |                                                    |
| 641 01 (h)    | P. 641 (h)       | Pistool M 25 (FN Browning Modell 1910)                            |                | 9       | Pistole gleicher Art mit 7,65 mm vorhanden         |
| 641 01 (h) 21 | P. 641 (h)       | Pistool M 25 (FN Browning Modell 1910)                            | Pistolentasche | 9       |                                                    |
| 641 01 (h) 22 | P. 641 (h)       | Pistool M 25 (FN Browning Modell 1910)                            | Magazintasche  | 9       |                                                    |
| 641 01 (j)    | P. 641 (j)       | in D 50/1 keine Angabe (FN Browning Modell 1910)                  |                | 9       | entspricht P. 641 (h) systemgleich mit P. 626 (h)  |
| 641 01 (j) 21 | P. 641 (j)       | in D 50/1 keine Angabe (FN Browning Modell 1910)                  | Pistolentasche | 9       |                                                    |
| 641 01 (j) 22 | P. 641 (j)       | in D 50/1 keine Angabe (FN Browning Modell 1910)                  | Magazintasche  | 9       |                                                    |
| 642 01 (f)    | P. 642 (f)       | Poistolet automatique "Astra" Mod 1921 (Astra 400)                |                | 9       |                                                    |
| 644 01 (d)    | P. 644 (d)       | in D 50/1 keine Angabe (Bergmann M1910/21)                        |                | 9       |                                                    |
| 645 01 (p)    | P. 645 (p)       | Pistolet "Vis" wz-35 (Pistolet Vis wz. 35)                        |                | 9       |                                                    |
| 647 01 (f)    | P. 647 (f)       | Pistolet automatique "Colt" Kal .38 (Pistolet automatique "Colt") |                | 9,64    | handelsüblich                                      |
| 657 01 (n)    | P 657 (n)        | 11,25 mm automatisk pistol modell 1914 (Kongsberg Colt)           |                | 11,5    |                                                    |
| 657 01 (n) 21 | P 657 (n)        | 11,25 mm automatisk pistol modell 1914 (Kongsberg Colt)           | Pistolentasche | 11,5    |                                                    |
| 657 01 (n) 22 | P 657 (n)        | 11,25 mm automatisk pistol modell 1914 (Kongsberg Colt)           | Magazintasche  | 11,5    |                                                    |
| 660 01 (a)    | P. 660 (a)       | Pistol-automatic "Colt, cal .45" M1911 (Colt M1911)               |                | 11,5    | ähnlich P. 657 (n)                                 |
| 670 01 (i)    | P. 670 (i)       | Pistola Mod 1910 (Glisenti M1910)                                 |                | 9       |                                                    |
| 670 01 (i) 2  | P. 670 (i)       | Pistola Mod 1910 (Glisenti M1910)                                 | Pistolentasche | 9       |                                                    |
| 671 01 (i)    | P. 671 (i)       | Pistola Mod 34 (Beretta M1934)                                    |                | 9       |                                                    |
| 671 01 (i) 2  | P. 671 (i)       | Pistola Mod 34 (Beretta M1934)                                    | Pistolentasche | 9       |                                                    |
| 671 01 (i) 3  | P. 671 (i)       | Pistola Mod 34 (Beretta M1934)                                    | Pistolenriemen | 9       |                                                    |
| 671 01 (i) 4  | P. 671 (i)       | Pistola Mod 34 (Beretta M1934)                                    | Tragegestell   | 9       |                                                    |